# أوين تشمبرلين
أوين تشمبرلين  (بالإنجليزية: Owen Chamberlain)‏ عالم فيزياء أمريكي، نال جائزة نوبل للفيزياء سنة 1959، وذلك بالمشاركة مع العالم الإيطالي إميليو سيجري.

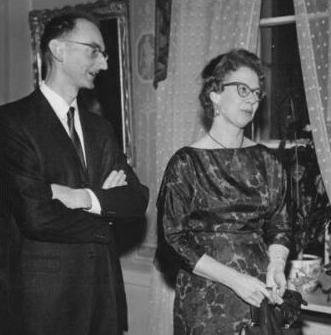
تشامبرلين مع زوجته في السويد عام 1959

ولد أوين تشمبرلين في 10 يوليو 1920 وتوفي في 28 فبراير 2006. وحاز على جائزة نوبل للفيزياء عن اكتشافه مع سيجري نقيض البروتون antiproton .

## روابط خارجية
- أوين تشمبرلين على موقع الموسوعة البريطانية (الإنجليزية)
- أوين تشمبرلين على موقع مونزينجر (الألمانية)
- أوين تشمبرلين على موقع إن إن دي بي (الإنجليزية)